# 一木保宏
一木 保宏（いちき やすひろ、1973年4月27日 - ）は、茨城県出身のアメリカンフットボール選手。ポジションは、キッカー/パンター。

## 来歴
1992年に波崎柳川高校を卒業し、東京ガスサッカー部に加入。1996年からは同社のアメリカンフットボールチームである東京ガスクリエイターズへ転籍し、サッカーと兼任しつつ長らく同クラブでプレー。40歳を超えてなおキックは冴え、チームの得点に繋げた。